# 미키 타카히로
미키 타카히로(일본어: 三木 孝浩, 1974년 8월 29일 ~ )는 일본의 영화 감독이다.
도쿠시마현 출신. 와세다 대학 제1문학부 졸업.

## 감독 작품

### 장편 영화
- 소라닌 (2010년)
- 관제탑 (2011년)
- 우리들이 있었다 (2012년)
- 양지의 그녀 (2013년)
- 핫 로드 (2014년)
- 아오하라이드 (2014년)
- 입술에 노래를 (2015년)
- 푸른 하늘 옐 (2016년)
- 나는 내일, 어제의 너와 만난다 (2016년)
- 선생님! (2017년)

### 드라마
- 후지코 F 후지오의 패럴렐 스페이스 제2화 (2008년, WOWOW)
- 드래곤 청년단 STAGE 1 ~ 3 (2012년, TBS/MBS)
- 이로도리히무라 제4화 (2012년, TBS)
- 어둠의 반주자 (2015년, WOWOW)

### 쇼트 무비
- pieces of love vol.2 〈It's so quiet.〉 (2008년)
- 후쿠하라 미호 〈다정한 빨강〉 (2008년)
- JUJU feat. Spontania 〈솔직해질 수 있다면〉 (2008년)
- 시세이도 MAQuillAGE Short Movie (2010년)
- LISMO! 오리지널 드라마 시리즈 Happy! School Days! 〈Hello Goodbye〉 (2010년)
- 하늘색 이야기 (2012년)

### CM
- 시세이도 MAQuillAGE (2010년)
- 와오 코퍼레이션 개별 지도 Axis (2009년)
- 오오츠카 베버리지 미탄산 비타민 음료 MATCH

### 뮤직 비디오
- ASIAN KUNG-FU GENERATION 〈소라닌〉 〈매직 디스크〉
- ORANGE RANGE 〈로코로션〉 〈부탁해! 세뇨리타〉 〈꽃〉 〈*~애스테리스크~〉 〈키즈나〉 〈SAYONARA〉 〈이카 SUMMER〉
- mihimaru GT 〈더없이 소중한 노래〉
- K 〈over...〉 〈Only Human〉 〈퍼스트 크리스마스〉
- YUI 〈feel my soul〉 〈LIFE〉 〈TOKYO〉 〈Rolling star〉 〈CHE.R.RY〉 〈LOVE & TRUTH〉 〈Namidairo〉
- FUNKY MONKEY BABYS 〈더 이상 네가 없어〉 〈희망의 노래〉 〈고백〉 〈히어로〉 〈내일로〉 〈눈물〉 〈소중함〉 〈하나 더〉 〈사요나라가 아니야〉
- 이키모노가카리 〈여름 하늘 그래피티〉 〈돌아가고 싶어졌어요〉 〈플라네타리움〉 〈YELL〉 〈노스탤지어〉 〈네가 있어〉
- 시미즈 쇼타 〈네가 좋아〉
- UVERworld 〈SHAMROCK〉 〈Colors of the Heart〉 〈네가 좋아하는 노래〉 〈그리워서〉
- 키무라 카에라 〈happiness!!!〉 〈L.drunk〉 〈You bet!!〉
- supercell 〈사요나라 메모리즈〉
- 히라이 켄 〈아이시테루〉
- 사와이 미쿠 〈저, 오늘, 실연했습니다.〉
- NMB48 〈나기이치〉 〈우리의 유레카〉 〈두리안 소년〉
- Not yet 〈수박 BABY〉
- 시클라멘 〈100년 첫사랑〉